# Сумська обласна рада народних депутатів I скликання
Вибори відбулись відповідно до виборчого законодавства, діючого на той час. Обласна Рада народних депутатів є представницьким органом регіонального самоврядування, що визначено законодавством "Про місцеві Ради народних депутатів та місцеве і регіональне самоврядування". З моменту утворення Сумської області (10 січня 1939 року) це двадцять перше скликання Сумської обласної ради, а після припинення існування Радянського Союзу  та проголошення Верховною Радою УРСР 24 серпня 1991 року незалежності України — це фактично перше скликання. Засідання першої сесії відбулось 5.04.1990 року. Освітній рівень обраних до обласної  Ради народних депутатів характеризується наступними даними: 143 депутати, або 87,7 відсотків, мають вищу і незакінчену вищу освіту, 9 кандидатів наук. У складі депутатів: 139 українців, 16 росіян, один білорус, 3 євреї і один вірменин. Головою обласної Ради народних депутатів обрано Шевченка Володимира Антоновича. Заступником голови обласної Ради народних депутатів обрано Москаленка Віктора Михайловича.  Обрано склад виконкому обласної Ради народних депутатів: Бондаренко Анатолій Дмитрович — голова, Лаврик Анатолій Федорович — перший  заступник, Петрусенко Анатолій Кіндратович — перший заступник, Мартиненко Олександр Данилович та Сікач Людмила Пилипівна — заступники. Членами виконкому обрано: Варавку Сергія Григоровича — лікаря психоневрологічного відділення Сумської обласної дитячої лікарні, Єпіфанова Анатолія Олександровича — голову Сумського міськвиконкому, Панченка Володимира Федоровича — директора Іванівської дослідно-селекційної станції, Сала Івана Васильовича — начальника фінансового управління облвиконкому, Сербіна Юрія Сергійовича — управляючого трестом «Шостхімбуд», Сітала Володимира Степановича — начальника управління внутрішніх справ, Федоренка Миколу Дмитровича — директора інституту ВНДІкомпресормаш, Черниша Савелія Петровича — голову обласної ради ветеранів праці.
Створили 12 постійних комісій, зокрема:
Мандатна у складі:
| Голова комісії               | |
| Губар Микола Григорович      | депутат по виборчому округу №94, голова виконкому Глухівської районної Ради народних депутатів                                                               |
| Члени комісії:               | |
| Сумцов Григорій Петрович     | заступник голови комісії, депутат по виборчому округу №160, завідуючий відділом організаційно-партійної і кадрової роботи Сумського обкому Компартії України |
| Безбородов Віктор Васильович | секретар комісії, депутат по виборчому округу №2, командир Сумського об’єднаного авіазагону                                                                  |
| Веселов Валерій Іванович     | депутат по виборчому округу №10, інженер-конструктор відділу механізації Сумського виробничого об’єднання «Електрон»                                         |
| Глущенко Леонід Федорович    | депутат по виборчому округу №76, перший секретар Білопільського райкому Компартії України                                                                    |
| Кірієнко Микола Минович      | депутат по виборчому округу №149, завідуючий Середино-Будським ремонтно-транспортним підприємством                                                           |
| Шмат Петро Михайлович        | депутат по виборчому округу №135, голова колгоспу «Родіна» Недригайлівського району                                                                          |
| Чихно Володимир Іванович     | депутат по виборчому округу №30, майстер кувального цеху №19 СМНВО ім. Фрунзе                                                                                |

Планово-бюджетна та з питань удосконалення управління економікою області у складі:
| Голова комісії                  | |
| Стожок Михайло Петрович         | депутат по виборчому округу №116, голова виконкому Кролевецької районної Ради народних депутатів                                      |
| Члени комісії:                  | |
| Деняк Віктор Андрійович         | заступник голови комісії, депутат по виборчому округу №46, директор Конотопського заводу «Червоний металіст»                          |
| Лисенко Євген Нестерович        | секретар комісії, депутат по виборчому округу №171, заступник голови Ямпільського агропромислового об’єднання                         |
| Баштовий Володимир Юхимович     | депутат по виборчому округу №21, викладач Сумського професійно-технічного училища №2                                                  |
| Борзунов Валерій Іванович       | депутат по виборчому округу №11, головний приладист Сумського ВО «Хімпром»                                                            |
| Білик Володимир Володимирович   | депутат по виборчому округу №86, секретар партійного комітету колгоспу «Політвідділ» Буринського району                               |
| Брильов Сергій Васильович       | депутат по виборчому округу №35, військовослужбовець в.ч. 19109                                                                       |
| Поляков Євген Іванович          | депутат по виборчому округу №152, голова колгоспу «Прогрес» Сумського району                                                          |
| Приймак Михайло Олександрович   | депутат по виборчому округу №134, директор Тернівського цукрокомбінату Недригайлівського району                                       |
| Рішняк Іван Миколайович         | депутат по виборчому округу №145, голова Роменської районної Ради народних депутатів                                                  |
| Самардак Олексій Пилипович      | депутат по виборчому округу №15, заступник директора Сумського науково-виробничого об’єднання «Насосенергомаш»                        |
| Таратайко Олексій Володимирович | депутат по виборчому округу №62, заступник начальника планового відділу Шосткинського науково-дослідного інституту хімічних продуктів |

Промисловості, народного споживання, транспорту і зв’язку в складі:
| Голова комісії                      | |
| Бойко Володимир Олександрович       | депутат по виборчому округу №136, генеральний директор Путивльського виробничого об’єднання «Сейм»                                               |
| Члени комісії:                      | |
| Тугаров Юрій Павлович               | заступник голови комісії, депутат по виборчому округу №66, директор Шосткинського заводу ім. 50-річчя Великої Жовтневої соціалістичної революції |
| Баранчук Володимир Борисович        | секретар комісії, депутат по виборчому округу №119, головний інженер Лебединської фабрики пластмасової фурнітури                                 |
| Гаранжа Олександр Володимирович     | депутат по виборчому округу №36, головний технолог Охтирського заводу сільськогосподарського машинобудування                                     |
| Івко Віталій Іванович               | депутат по виборчому округу №52, регулювальник цеху №1 Роменського заводу автоматичних телефонних станцій                                        |
| Заїка Анатолій Васильович           | депутат по виборчому округу №16, шліфувальник цеху №6 виробничого об’єднання «Насосенергомаш»                                                    |
| Каратеєв Іван Васильович            | депутат по виборчому округу №91,майстер Кириковського відділення Великописарівського району електромереж                                         |
| Назаренко Іван Демидович            | депутат по виборчому округу №43,начальник Конотопського відділення Південно-Західної залізниці                                                   |
| Помазановський Олександр Степанович | депутат по виборчому округу №161, директор Тростянецького заводу «Електропобутприлад»                                                            |
| Рагулін Петро Васильович            | депутат по виборчому округу №173, начальник Хутор-Михайлівської дистанції шляху Південно-Західної залізниці                                      |
| Сереженко Олександр Михайлович      | депутат по виборчому округу №112, слюсар цеху №10 Кролевецького арматурного заводу                                                               |
| Шашков Михайло Павлович             | депутат по виборчому округу №6, заступник начальника цеху №5 Шосткинського виробничого об’єднання «Десна»                                        |
| Ющенко Віктор Йосипович             | депутат по виборчому округу №172, директор Свеського насосного заводу                                                                            |

По будівництву, архітектурі і промисловості будівельних матеріалів у складі:
| Голова комісії                | |
| Іванов Юрій Федорович         | депутат по виборчому округу №49, перший секретар Конотопського райкому компартії України                                                               |
| Члени комісії:                | |
| Самус Іван Олександрович      | заступник голови комісії, депутат по виборчому округу №110, голова виконкому Краснопільської районної Ради народних депутатів                          |
| Одарюк Іван Олександрович     | секретар комісії, депутат по виборчому округу №57, начальник управління «Шостхімбуд-3» тресту «Шостхімбуд»                                             |
| Захарченко Іван Михайлович    | депутат по виборчому округу №82, начальник відділення Буринського заводу «Штурм»                                                                       |
| Ізюменко Микола Опанасович    | депутат по виборчому округу №130, начальник Липоводолинського агропромислового об’єднання                                                              |
| Картавий Олексій Олексійович  | депутат по виборчому округу №104, голова колгоспу «Комуніст» Конотопського району                                                                      |
| Милинтович Феодосій Климович  | депутат по виборчому округу №79, завідуючий Жовтневим ремонтно-транспортним підприємством Білопільського району                                        |
| Росін Костянтин Костянтинович | депутат по виборчому округу №139, голова правління Сумського обласного кооперативно-державного об’єднання по агропромисловому будівництву «Облагробуд» |
| Сахно Микола Петрович         | депутат по виборчому округу №63, головний інженер «Шостхімбуд-2» тресту «Шостхімбуд»                                                                   |
| Сідельник Іван Іванович       | депутат по виборчому округу №140, перший секретар Путивльського райкому компартії України                                                              |
| Сугак Петро Гаврилович        | депутат по виборчому округу №51, виконавець робіт Роменської пересувної механізованої колони №5                                                        |
| Тарануха Олексій Васильович   | депутат по виборчому округу №34, секретар партійної організації колгоспу імені 60-річчя Великої Жовтневої соціалістичної революції Охтирського району  |
| Тимченко Михайло Іванович     | депутат по виборчому округу №133, голова колгоспу «Україна» Недригайлівського району                                                                   |
| Ярмак Єгор Федорович          | депутат по виборчому округу №96, голова колгоспу «Заповіти Леніна» Глухівського району                                                                 |

По агропромисловому комплексу і продовольчому забезпеченню у складі:
| Голова комісії                   | |
| Голобородько Павло Арсентійович  | депутат по виборчому округу №38, директор всесоюзного науково-дослідного інституту луб’яних культур                        |
| Члени комісії:                   | |
| Кузьмін Микола Григорович        | заступник голови комісії, депутат по виборчому округу №158, голова виконкому Сумської районної Ради народних депутатів     |
| Шепков Михайло Якович            | секретар комісії, депутат по виборчому округу №122, голова колгоспу «Перше травня» Лебединського району                    |
| Бороденко Володимир Дмитрович    | депутат по виборчому округу №33, голова колгоспу імені Петровського Охтирського району                                     |
| Брюховецький Іван Миколайович    | депутат по виборчому округу №3, ректор Сумського сільськогосподарського інституту                                          |
| Гречаний Володимир Миколайович   | депутат по виборчому округу №129, голова колгоспу імені Шевченко Липоводолинського району                                  |
| Гулий Павло Якович               | депутат по виборчому округу №84, завідуючий аграрним відділом обкому Компартії України                                     |
| Закрой Володимир Миколайович     | депутат по виборчому округу №29, майстер цеху №52 Сумського машинобудівельного науково-виробничого об’єднання імені Фрунзе |
| Івченко Анатолій Іванович        | депутат по виборчому округу №170, директор радгоспу імені Шевченка Шосткинського району                                    |
| Овсієнко Олександр Володимирович | депутат по виборчому округу №114, головний зоотехнік колгоспу імені Карла Маркса Кролевецького району                      |
| Ситник Микола Олександрович      | депутат по виборчому округу №40, начальник відділення колгоспу імені Леніна Глухівського району                            |
| Скакодуб Олександр Володимирович | депутат по виборчому округу №70, голова колгоспу імені Щорса Охтирського району                                            |
| Тимченко Володимир Іванович      | депутат по виборчому округу №81, голова колгоспу імені Ватутіна Білопільського району                                      |
| Шишканов Анатолій Петрович       | депутат по виборчому округу №102, голова виконкому Конотопської районної Ради народних депутатів                           |
| Фінько Григорій Дмитрович        | депутат по виборчому округу №148,голова колгоспу імені Фрунзе Роменського району                                           |

По науці, народній освіті і культурі у складі:
| Голова комісії                  | |
| Судьїна Валентина Володимирівна | депутат по виборчому округу №54, директор Роменської середньої школи №1                                                                                         |
| Члени комісії:                  | |
| Гончаров Василь Іванович        | заступник голови комісії, депутат по виборчому округу №151, директор Зноб-Новгородського середнього професійно-технічного училища №39 Середино-Будського району |
| Шпетна Ганна Іванівна           | секретар комісії, депутат по виборчому округу №113, учитель Кролевецької середньої школи №2                                                                     |
| Дубровська Світлана Михайлівна  | депутат по виборчому округу №24, учитель середньої школи №12 м. Суми                                                                                            |
| Єлишевич Григорій Львович       | депутат по виборчому округу №26, відповідальний позаштатний кореспондент журналу «Перець»                                                                       |
| Жидкова Марія Андріївна         | депутат по виборчому округу №89, секретар Сумського обкому компартії України                                                                                    |
| Коваленко Григорій Петрович     | депутат по виборчому округу №4, доцент кафедри вищої математики Сумського філіалу Харківського політехнічного інституту ім. В. І. Леніна                        |
| Левицький Олександр Васильович  | депутат по виборчому округу №60, завідуючий травматологічним відділенням Шосткинської ЦРЛ                                                                       |
| Манько Михайло Олександрович    | депутат по виборчому округу №28, старший викладач кафедри історії Сумського педагогічного інституту ім. А.С. Макаренка                                          |
| Маслак Микола Михайлович        | депутат по виборчому округу №132, заступник директора Недригайлівського СПТУ-41 з навчально-виховної роботи                                                     |
| Мотренко Микола Степанович      | депутат по виборчому округу №31, редактор Охтирської міськрайонної газети «Прапор перемоги»                                                                     |
| Предборська Ірина Михайлівна    | депутат по виборчому округу №9, доцент кафедри філософії і наукового комунізму Сумського філіалу Харківського політехнічного інституту ім. В. І. Леніна         |
| Супрун Андрій Прокопович        | депутат по виборчому округу №103, вчитель Підлипненської середньої школи Конотопського району                                                                   |
| Шемшук Клара Денисівна          | депутат по виборчому округу №20, вчитель середньої школи №18 м. Суми                                                                                            |

У справах молоді у складі:
| Голова комісії                    | |
| Радченко Ольга Миколаївна         | депутат по виборчому округу №128, перший секретар Сумського обкому ЛКСМ України                                                            |
| Члени комісії:                    | |
| Фецак Олег Омелянович             | заступник голови комісії, депутат по виборчому округу №147, головний лікар Великобубнівського відділення Роменської районної лікарні       |
| Бащук Петро Іванович              | секретар комісії, депутат по виборчому округу №75, директор Ворожбянської середньої школи №3 Білопільського району                         |
| Бурим Василь Петрович             | депутат по виборчому округу №98, головний лікар Грузчанської дільничої лікарні Конотопського району                                        |
| Дивников Микола Васильович        | депутат по виборчому округу №48, директор клубу «Аскар» м. Конотоп                                                                         |
| Коваленко Олександр Володимирович | депутат по виборчому округу №68, директор Шосткинського центру науково-технічної творчості молоді «Еврика»                                 |
| Парфило Анатолій Опанасович       | депутат по виборчому округу №124, директор держплемзаводу «Михайлівка» Лебединського району                                                |
| Сапсаєнко Сергій Іванович         | депутат по виборчому округу №39, лаборант Глухівського технікуму гідромеліорації і електрифікації сільського господарства ім. С.А. Ковпака |
| Смик Василь Михайлович            | депутат по виборчому округу №97, голова колгоспу «Перемога» Глухівського району                                                            |
| Терещенко Петро Павлович          | депутат по виборчому округу №68, секретар партійної організації колгоспу «Ленінська іскра» Охтирського району                              |
| Чирва Володимир Федорович         | депутат по виборчому округу №127, завідуючий ідеологічним відділом обкому компартії України                                                |

З охорони здоров’я, праці жінок, материнства і дитинства, фізичній культурі і соціальному забезпеченню у складі:
| Голова комісії                   | |
| Мусієнко Володимир Кирилович     | депутат по виборчому округу №55, головний лікар Роменської районної лікарні                                          |
| Члени комісії:                   | |
| Винниченко Олександр Олексійович | заступник голови комісії, депутат по виборчому округу №6, головний лікар Сумської міської лікарні                    |
| Горох Леонід Павлович            | секретар комісії, депутат по виборчому округу №27, завідуючий нейрохірургічним відділенням Сумської обласної лікарні |
| Галюк Всеволод Петрович          | депутат по виборчому округу №37, завідуючий хірургічним відділенням Глухівської ЦРЛ                                  |
| Грабін Володимир Володимирович   | депутат по виборчому округу №141, другий секретар Сумського обкому компартії України                                 |
| Доляр Григорій Якович            | депутат по виборчому округу №45, завідуючий онкологічним відділенням Конотопської ЦРЛ                                |
| Колеснікова Таїсія Дмитрівна     | депутат по виборчому округу №58, заступник завідуючого Шосткинської ЦРЛ                                              |
| Красніков Володимир Іванович     | депутат по виборчому округу №165, голова виконкому Тростянецької районної Ради народних депутатів                    |
| Любчак Віктор Опанасович         | депутат по виборчому округу №17, головний лікар Сумської обласної станції переливання крові                          |
| Марков Леонід Степанович         | депутат по виборчому округу №1, ординатор першої міської лікарні м. Суми                                             |
| Павлюк Петро Олександрович       | депутат по виборчому округу №74, головний лікар Білопільської ЦРЛ                                                    |
| Рибалко Віктор Дмитрович         | депутат по виборчому округу №12, інженер відділу техніки безпеки виробничого об’єднання «Хімпром»                    |
| Самошина Ніна Володимирівна      | депутат по виборчому округу №118, швачка відділення №6 Лебединської швейної фабрики                                  |
| Юрченко Григорій Леонтійович     | депутат по виборчому округу №163, завідуючий хірургічним відділенням Тростянецької ЦРЛ                               |

По торгівлі, громадському харчуванню та побутовому обслуговуванню населення у складі:
| Голова комісії                  | |
| Доленко Іван Павлович           | депутат по виборчому округу №80, голова виконкому Білопільської районної Ради народних депутатів                       |
| Члени комісії:                  | |
| Чумаченко Володимир Григорович  | заступник голови комісії, депутат по виборчому округу №92, перший секретар Глухівського міському компартії України     |
| Пилипенко Людмила Володимирівна | секретар комісії, депутат по виборчому округу №69, голова виконкому Груньської сільської ради Охтирського району       |
| Васильченко Віктор Іванович     | депутат по виборчому округу №47, директор Конотопського райсількомунгоспу                                              |
| Куценко Олександр Сергійович    | депутат по виборчому округу №100, викладач Конотопського професійно-технічного училища                                 |
| Руденко Володимир Семенович     | депутат по виборчому округу №14, звільнений член профкому виробничого об’єднання «Хімпром»                             |
| Сусідський Володимир Васильович | депутат по виборчому округу №156, голова колгоспу «Маяк» Сумського району                                              |
| Стрельченко Юрій Анатолійович   | депутат по виборчому округу №51, механік цеху №1 Роменського заводу «Поліграфмаш»                                      |
| Сударь Любов Миколаївна         | депутат по виборчому округу №87, голова профспілкового комітету Першотравневого цукрового комбінату Буринського району |
| Фільо Іван Михайлович           | депутат по виборчому округу №174, голова правління облспоживспілки                                                     |
| Яковенко Леонід Олександрович   | депутат по виборчому округу №123, секретар Сумського обкому компартії України                                          |

По житлово-комунальному господарству і благоустрою у складі:
| Голова комісії                 | |
| Сумбатов Рубен Ашотович        | депутат по виборчому округу №157, начальник територіально-будівельного об’єднання «Сумбуд»                                                      |
| Члени комісії:                 | |
| Іваненко Володимир Михайлович  | заступник голови комісії, депутат по виборчому округу №65, голова виконкому Буринської районної Ради народних депутатів                         |
| Пірожников Василь Олексійович  | секретар комісії, депутат по виборчому округу №106, начальник Краснопільських районних електричних мереж                                        |
| Даниленко Володимир Андрійович | депутат по виборчому округу №125, перший секретар Лебединського райкому компартії України                                                       |
| Івах Олексій Михайлович        | депутат по виборчому округу №67, директор радгоспу «Авангард» Охтирського району                                                                |
| Зайцев Олександр Васильович    | депутат по виборчому округу №22, науковий співробітник кафедри економіки Сумського філіалу Харківського політехнічного інституту ім. В.І.Леніна |
| Кожушко Валерій Павлович       | депутат по виборчому округу №93, начальник Сумського виробничого об’єднання по будівництву, ремонту і експлуатації автомобільних доріг          |
| Перепечай Василь Петрович      | депутат по виборчому округу №120, директор Лебединського автопідприємства №15942                                                                |
| Нестеров Євген Михайлович      | депутат по виборчому округу №166, начальник виробничого об’єднання «Сумигаз»                                                                    |
| Рябиченко Володимир Іванович   | депутат по виборчому округу №153, директор Низівського сахкомбінату Сумського району                                                            |
| Тищенко Микола Андрійович      | депутат по виборчому округу №159, заступник голови ради агропромислових формувань області по механізації і електрифікації                       |
| Турченко Михайло Григорович    | депутат по виборчому округу №146, голова виконкому Пуствойтівської сільської Ради народних депутатів Роменського району                         |
| Чернієнко Владислав Вікторович | депутат по виборчому округу №42, заступник начальника Південно-Західної залізниці                                                               |

По екології і раціональному використанню природних ресурсів у складі:
| Голова комісії                | |
| Мельник Леонід Григорович     | депутат по виборчому округу №8, доцент кафедри економіки Сумського філіалу Харківського політехнічного інституту ім. В.І.Леніна |
| Члени комісії:                | |
| Грищенко Микола Андрійович    | заступник голови комісії, депутат по виборчому округу №126, голова виконкому Лебединської районної Ради народних депутатів      |
| Казбан Віктор Павлович        | секретар комісії, депутат по виборчому округу №7, лікар Сумської міської стоматологічної поліклініки                            |
| Ворона Михайло Іванович       | депутат по виборчому округу №169, голова колгоспу «Прогрес» Шосткинського району                                                |
| Галян Петро Петрович          | депутат по виборчому округу №144, голова колгоспу ім. Свердлова Роменського району                                              |
| Дурницький Віктор Федорович   | депутат по виборчому округу №78, бригадир тракторної бригади №1 колгоспу ім. Ульянова Білопільського району                     |
| Ільченко Сергій Іванович      | депутат по виборчому округу №99, директор радгоспу «Конотопський» Конотопського району                                          |
| Калиняк Олег Петрович         | депутат по виборчому округу №105, головний лікар Дептівської дільничої лікарні Конотопського району                             |
| Коломієць Іван Васильович     | депутат по виборчому округу №164, начальник Боромлянської ПМК №145 Тростянецького району                                        |
| Мальченко Євген Миколайович   | депутат по виборчому округу №138, директор Путивльського консервного заводу                                                     |
| Моргун Ганна Матвіївна        | депутат по виборчому округу №50, маляр-штукатур будівельно-монтажного управління «Червоний металіст» м. Конотоп                 |
| Панченко Іван Іванович        | депутат по виборчому округу №32, зварювальник цеху №9 Охтирського заводу «Промзв’язок»                                          |
| Хряпін Володимир Миколайович  | депутат по виборчому округу №61, інженер Шосткинського науково-дослідного інституту магнітних носіїв інформації                 |
| Чернявський Олексій Пилипович | депутат по виборчому округу №77, голова ради агропромислових формувань області                                                  |

По соціалістичній законності і охороні громадського порядку в складі:
| Голова комісії                | |
| Прядко Анатолій Іванович      | депутат по виборчому округу №167, голова виконкому Шосткинської районної Ради народних депутатів                  |
| Члени комісії:                | |
| Дяченко Микола Андрійович     | заступник голови комісії, депутат по виборчому округу №71, начальник Охтирського міськрайвідділу внутрішніх справ |
| Фесенко Василь Михайлович     | секретар комісії, депутат по виборчому округу №175, голова виконкому Ямпільської районної Ради народних депутатів |
| Ватилик Володимир Михайлович  | депутат по виборчому округу №154, директор радгоспу «Косівщинський» Сумського району                              |
| Губський Михайло Михайлович   | депутат по виборчому округу №73, директор Білопільської меблевої фабрики                                          |
| Дембицький Юрій Володимирович | депутат по виборчому округу №155, голова виконкому Нижньосироватської сільської Ради народних депутатів           |
| Пишний Іван Іванович          | депутат по виборчому округу №108, голова профспілки робітників агропромислового комплексу                         |
| Тимошенко Анатолій Іванович   | депутат по виборчому округу №25, юстирувальник Сумського виробничого об’єднання «Електрон»                        |
| Коваленко Леонід Олексійович  | депутат по виборчому округу №59, пенсіонер, м. Шостка                                                             |